# Saltîkove, Konotop
Saltîkove (în ucraineană Салтикове) este localitatea de reședință a comunei Saltîkove din raionul Konotop, regiunea Sumî, Ucraina.

## Demografie
Componența lingvistică a localității Saltîkove
     Ucraineană (97,58%)
     Rusă (1,66%)
     Alte limbi (0,26%)
Conform recensământului din 2001, majoritatea populației localității Saltîkove era vorbitoare de ucraineană (97,58%), existând în minoritate și vorbitori de rusă (1,66%).